# Кульбатыров, Усербай
Усербай Кульбатыров (каз. Өсербай Құлбатыров; 1913 год, Форт-Шевченко, Мангышлакский уезд, Закаспийская область, Туркестанский край, Российская империя — 1992 год, Бейнеуский район, Мангистауская область, Казахстан) — старший чабан каракулеводческого совхоза «Равнина» Министерства внешней торговли СССР, Байрам-Алийский район Марыйской области, Туркменская ССР. Герой Социалистического Труда (1948).

## Биография
Трудился чабаном, старшим чабаном в каракулеводческом совхозе «Равнина» Байрам-Алинского района, директором которого был Павел Иванович Жданович.
В 1947 году получил высокий приплод ягнят и перевыполнил план по сдаче продуктов овцеводства. Указом Президиума Верховного Совета СССР от 15 сентября 1948 года удостоен звания Героя Социалистического Труда за «получение в 1947 году высокой продуктивности животноводства при выполнении колхозом обязательных поставок сельскохозяйственных продуктов и плана развития животноводства по всем видам скота» с вручением ордена Ленина и золотой медали «Серп и Молот».
Этим же Указом званием Героя Социалистического Труда были также награждены директор совхоза «Равнина» Павел Иванович Жданович, зоотехник Семён Борисович Браславский, управляющий второй фермой Беки Мамедтачев, управляющий третьей фермой Нурберген Карабашев и чабаны Ораз Бабаев, Чары Бабаев, Кенес Биркулаков, Мамед Валиев, Бегджа Дженали.
В последующие годы работал чабаном в сельскохозяйственных предприятиях Байганинского и Уилского районов Актюбинской области. С 1971 года до выхода на пенсию трудился в совхозах «Мангистау» и «Сам» Бейнеуского района Мангышлакской области.
Скончался в 1992 году.
Память
Его именем названа одна из улиц в селе Бейнеу.